# Trimerotropis pallidipennis
El chapulín de alas pálidas o saltamontes de alas pálidas (Trimerotropis pallidipennis) es una especie de saltamontes perteneciente a la familia Acrididae. Se encuentra desde Norteamérica hasta Sudamérica, abarcando desde la Columbia Británica hasta Argentina.  Son más activos durante los meses de verano, y su coloración pálida y moteada los hace difíciles de ver contra superficies como el granito que a menudo se encuentra en la grava de los lechos secos de los ríos. Crecen hasta 37 milímetros de longitud. El comportamiento del saltamontes de alas pálidas aparentemente está determinado por la temperatura, con forrajeo a temperaturas de 24°–32 °C y apareamiento a 30°–40 °C.
Aunque el saltamontes de alas pálidas no es una langosta, ocasionalmente su población se eleva a números dañinos. Entre 1952 y 1980, hubo seis brotes en Arizona, de los cuales uno duró más de un año.

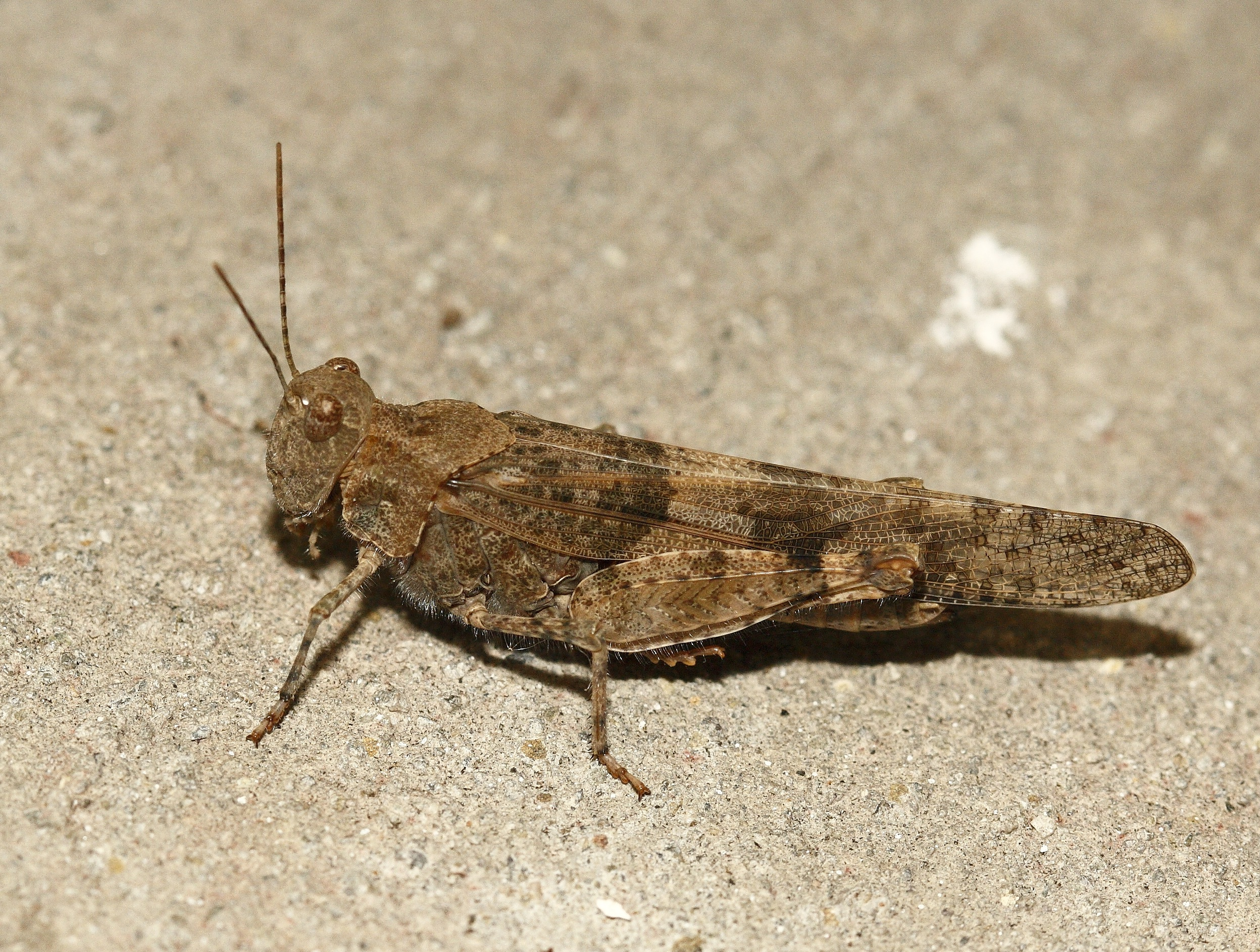
Un chapulín de alas pálidas hembra